# Santa en oració
Santa en oració és una obra de 1888 del pintor valencià Joaquim Sorolla i Bastida realitzada a l'oli sobre llenç amb unes dimensions de 78 × 61 cm. Actualment es conserva en el Museu del Prado de Madrid.

## Història
Santa en oració fou pintat en 1888, durant l'estada de Sorolla a Itàlia i en els inicis del seu matrimoni amb Clotilde on van haver d'enfrontar-se als seus primers problemes junts. Per això no és d'estranyar la inclinació sentimental que sentien per la petita obra la qual els acompanyarà al llarg de la seva vida. Prova d'això és que el quadre apareix en nombroses fotografies de l'estudi del pintor, col·locat en lloc preferent i fins i tot en alguns retrats que realitza i que ho inclou com a decoració de fons.
El quadre seria adquirit finalment pel Museu del Prado en 1993.

## Descripció i característiques
En l'obra s'aprecia a una dona santa, de perfil, situada sobre un sumptuós fons daurat amb decoracions geomètriques de clara inspiració alt-medieval. Sorolla li concedeix tanta importància al fons que gairebé sembla cedir-li el protagonisme de l'obra. És destacable el joc que fa Sorolla entre les formes geomètriques, els cercles de la paret, els del vestit, l'aurèola del cap i els quadrats i línies rectes de la decoració de la paret, tot això perfectament equilibrat amb la figura de la dona. Es creu que per algunes de les decoracions, com els quadrats de la paret o alguns cercles del vestit, Sorolla va emprar plantilles.
També, com a contrapunt a la representació plana del fons daurat, el mestre valencià inclou elements de gran plasticitat com la caputxa, la túnica, els coixins o els lliris que la dona sosté en la seva falda.
S'ha tractat d'identificar a la dona amb alguna santa en concret, però la iconografia representada (el llibre a les mans, la creu en el pit, els lliris) no són concloents per relacionar-la amb cap. S'ha arribat a referir-se a ella com a "Mare de Déu en oració", però el penjoll de la creu elimina la possibilitat que es tracti de la representació d'una Mare de Déu. Hi ha també els qui la identifiquen amb Santa Clotilde, però principalment per motius sentimentals.